# Суфрити
Суфрити (араб. الصفرية‎, латиніз. aṣ-Ṣufriyya)  — одна з трьох основних спільнот у хариджитському ісламі. Виникла у Басрі (Ірак) у другій половині VII ст. Засновником цієї спільноти був Зіяд ібн аль-Асфар (суфр — множина від Асфар). Дотримувались дещо поміркованіших поглядів, аніж азракіти. Сьогодні цього релігійного руху не існує

## Історія
За часів правління халіфа Муавії (680—683) суфрити підняли повстання в околицях Басри під керівництвом Абу Білала Мідраса. Після вбивства Мідраса в 681 р. і винищення його прихильників у Басрі духовним лідером і вождем став Саліх ібн Мусарріх. Він закликав усунути Омеядів від влади. В 695 р. у верхів’ях Тигру суфрити підняли повстання. Після смерті Саліха (помер від ран у 696 р.) ватажком суфритів став Шабіб ібн Язид. Суфрити заволоділи Центральним Іраком. Одначе, зазнавши серйозних втрат у двох битвах, Шабіб вирішив відступати до Кермана, щоб з’єднатися з азракітами. Під час переправи серез річку Шабіб потонув, після його загибелі повстання було швидко придушене (697). У VIII—IX ст. у Північній Африці існувала суфритська держава Мідраритів

## Релігійно-політична доктрина
Виникнення спільноти суфритів пов’язане з релігійно-політичними розбіжностями серед хариджитів. Серед хариджитів не було згоди з приводу того, кого вважати «невірними» і як до них ставитись. На відміну від азракітів, суфрити не вважали «невірними» тих єдиновірців, які не брали участі у повстаннях; вони відкидали азракітські приписи і практику вбивства жінок і дітей своїх супротивників, допускали «необхідне приховування віри» (такія), не поширюючи, однак, цей принцип на дії. Суфрити, як і інші спільноти хариджитів, мали своїх релігійних авторитетів. Після загибелі Абу Білала Мідраса вони визнали своїм імамом Імрана ібн Хіттана († 703 р.) — знаменитого поета-містика, ярого противника Алі ібн Абі Таліба, проповідника релігійно-політичного вчення суфритів